# Renata Seydel
Marcia Patricia Kunstmann Michael (Santiago de Chile, 24 de noviembre de 1949), conocida como Renata Seydel, es una actriz y cantante chilenomexicana.

## Biografía y carrera

### 1949-1965: primeros años
Marcia Patricia Kunstmann Michael nació el 24 de noviembre de 1949 en Santiago de Chile, siendo hija de Arturo Kunstmann Seydell, de ascendencia alemana, y de Frida Olga Michael Sabini. Desde su infancia, se formó en estudios de cantó y actuación. A los trece años, hizo su debut en televisión chilena como cantante infantil, en un programa en el que compartió espació con la también cantante y actriz chilena, Monna Bell. Cerca de los quince años, ella, su hermana Carmen Frida Kunstmann Michael, y sus papás, emigraron a México debido a compromisos laborales que estos últimos tenían, siendo un país que visitaban constantemente por la misma razón.

### 1965-1968: debut como actriz infantil y éxito inicial
Asentada con su familia en Ciudad de México, fue inscrita nuevamente en clases de preparación artística en escuelas locales, lo que aunado a su belleza física, atrajo la atención de productores de cine, quienes en 1965 le ayudaron a debutar actoralmente como actriz infantil a los 16 años, incorporándola con un papel secundario en el filme El proceso de Cristo, estrenada en 1966. Rápidamente logró establecerse en el cine gracias a su atractivo visual, por lo que el mismo año fue llamada para participar en las cintas, Alma Grande en el desierto, Los años verdes, Mujeres, mujeres, mujeres, El mundo loco de los jóvenes, y Los adolescentes, todas presentadas en 1967.
Cumplidos los 18 años y aprovechando su éxito, en 1967 persiguió una carrera como cantante de pop y publicó un EP, Pueblo de azúcar. De igual forma el mismo año, debutó en televisión con la telenovela Gente sin historia, y grabó la película de terror sobrenatural Hasta el viento tiene miedo lanzada en 1968. Esta se convirtió en el proyecto más importante de su carrera cinematográfica, siendo presentada en los créditos iniciales como una de las protagonistas. Además de esto, dicha producción se convirtió en una obra de culto, y fue elogiada por críticos de cine por la calidad de sus actuaciones y por haber revitalizado el género de terror en México.

### 1969-1977: declive profesional y retiro como actriz
A pesar de llevar una evidente trayectoria en ascenso, no logró llegar al puesto estelar en solitario en su filmografía posterior, misma que destacó por filmes como No se mande, profe (1969), Minifaldas con espuelas (1969), ¡Persiguelas y... alcanzalas! (1969), Las tres magníficas (1970), y El hijo del pueblo (1974), su último trabajo actoral. Al ver su carrera como histrionisa estancada en personajes de apoyo y en fotonovelas, decidió retirarse como actriz en 1974.

### 1977-1996:Renata y Blassy retiro definitivo
Tres años después, en 1977, contrajo matrimonio con su compatriota Blas Eduardo Lobos Díaz, un compositor y productor discográfico chilenomexicano. Su matrimonio le permitió adquirir la nacionalidad mexicana de manera oficial. Juntos procrearon un hijo, Eduardo Alejandro Lobos Kunstmann.
Aprovechando sus conocimientos musicales, a partir de 1979, ambos se desempeñaron como cantantes y formaron un dueto musical de pop latino, música disco, bolero, y balada romántica llamado, «Renata y Blass», grabando tres EPs, Renata y Blass, Contigo sí, y Poquita fe. Hicieron presentaciones en programas de televisión mexicanos y chilenos, como Siempre en domingo, Sabor Latino, Festival de la una, Hoy mismo, Sábado gigante, y La hora del loco, pero no lograron conseguir gran renombre a pesar de ser muy publicitados y mostrar buenas habilidades vocales. Finalmente en 1996, decidieron retirarse del medio artístico.
Luego de jubilarse, los dos se fueron a vivir alejados del mundo del entretenimiento a San Luis de la Paz, Guanajuato.

## Discografía

### EPs como solista
| Año  | Título           | Discográfica |
| 1967 | Pueblo de azúcar | Son-Art      |

### EPs en dúo
| Año  | Título         | Discográfica     |
| 1983 | Renata y Blass | Discos Super Hit |
| 1984 | Contigo sí     | Discos Peerless  |
| 1985 | Poquita fe     | Peerless         |

### LPs recopilatorios
| Año  | Título     | Discográfica |
| 1967 | Hit's 1967 | Son-Art      |

### Sencillos
| Año         | Título                                     | Discográfica    |
| Desconocido | Pena de ti                                 | Capitol Records |
| 1967        | El Plinkity Plink / Deja en paz a mi novio | Orfeón          |
| 1984        | Contigo sí                                 | Discos Peerless |

## Filmografía

### Cine
| Año  | Título                        | Papel                 | Notas                    |
| ---- | ----------------------------- | --------------------- | ------------------------ |
| 1966 | El proceso de Cristo          | Hija de Jairo         |                          |
| 1967 | Alma Grande en el desierto    | Personaje desconocido |                          |
| 1967 | Los años verdes               | Personaje desconocido |                          |
| 1967 | Mujeres, mujeres, mujeres     | Personaje desconocido | Segmento: «El imponente» |
| 1967 | El mundo loco de los jóvenes  | Personaje desconocido |                          |
| 1967 | Los adolescentes              | Kikis                 |                          |
| 1968 | Hasta el viento tiene miedo   | Ivette                |                          |
| 1968 | Ensayo de una noche de bodas  | Personaje desconocido |                          |
| 1969 | Al rojo vivo                  | Natalia               |                          |
| 1969 | No se mande, profe            | Otilia                |                          |
| 1969 | Minifaldas con espuelas       | Personaje desconocido |                          |
| 1969 | ¡Persiguelas y... alcanzalas! | Cristina              |                          |
| 1970 | Las tres magníficas           | Dulce                 |                          |
| 1974 | El hijo del pueblo            | Delia                 |                          |

### Televisión
| Año  | Título                 | Papel                    | Notas                                |
| ---- | ---------------------- | ------------------------ | ------------------------------------ |
| 1967 | Gente sin historia     | Personaje desconocido    |                                      |
| 1968 | Juventud divino tesoro | Personaje desconocido    |                                      |
| 1981 | Sabor Latino           | Ella misma, acto musical |                                      |
| 1983 | Festival de la una     | Ella misma, acto musical |                                      |
| 1983 | Hoy Mismo              | Ella misma, acto musical |                                      |
| 1983 | Sábado gigante         | Ella misma, acto musical |                                      |
| 1985 | La hora del loco       | Ella misma, acto musical | Episodio: «Invitados Renata y Blass» |